# Estación Recoleta (vieja)
La vieja Estación Recoleta  fue una estación ferroviaria inaugurada por el Ferrocarril del Norte de Buenos Aires en 1862 fue clausurada. Se encontraba en la vía que recorría el trayecto Retiro-Belgrano, luego extendida hasta San Fernando y Tigre.